# Oliver Cheatham
Oliver Cheatham (ur. 1948 w Detroit, zm. 29 listopada 2013) – amerykański piosenkarz, wykonawca muzyki soul.
Zadebiutował w pierwszej połowie lat 80. albumem Saturday Night, wydał też wówczas kilka singli. W 2003 po kilkunastu latach przerwy powrócił utworem "Make Luv", który osiągnął pierwsze miejsce na brytyjskiej liście przebojów.
Jedna z pierwszych piosenek wokalisty "Get Down Saturday Night" została wykorzystana w grze komputerowej Grand Theft Auto: Vice City.

## Dyskografia

### Albumy
- 1983 – Saturday Night
- 2007 – Saturday Night (reedycja)

### Single
- 1983 – "Get Down Saturday Night"
- 1983 – "Bless The Ladies"
- 1986 – "SOS"
- 1987 – "Wish On A Star"
- 1987 – "Be Thankful For What You Got"
- 2003 – "Make Luv"
- 2003 – "Music And You"
- 2005 – "Make Luv (The 2005 Mixes)"